# Joaquín Martínez Abellán
Joaquín Martínez Abellán (ur. 27 października 1977) – hiszpański zapaśnik walczący w stylu klasycznym. Zajął dziewiętnaste miejsce na mistrzostwach świata w 2007. Jedenasty na mistrzostwach Europy w 2008. Szósty na igrzyskach śródziemnomorskich w 2009 i siódmy w 2005. Wicemistrz śródziemnomorski w 2015 roku.